# П-талас
П-таласи су врста еластичних таласа који у сеизмологији зову сеизмички таласи и који могу да путују кроз континуум. Континуум се састоји од гасова (као звучни таласи), течности или чврстих материја, укључујући и Земљу. П-таласи могу бити произведени од земљотреса. Име П-талас се често каже за примарни талас, јер има највећу брзину, па се стога први региструје, или талас притиска, јер га чине наизменичне компресије.
У изотропној и хомогеној материји, начин простирања П-талас је увек уздужни, тако да честице имају вибрације дуж или паралелно на правац енергије таласа.

## Брзина
Брзина П-таласа у хомогеној изотропи медија даје:
{\displaystyle v_{p}={\sqrt {\frac {K+{\frac {4}{3}}\mu }{\rho }}}={\sqrt {\frac {\lambda +2\mu }{\rho }}}}
где К је Булков модул , {\displaystyle \mu } му је модул смицања (модул крутости, понекад означени као Г, а такође зову га други Ламе параметар), {\displaystyle \rho } је густина материјала кроз који се талас простире , а {\displaystyle \lambda } је први хроми параметар.
Типичне вредности за П-брзину таласа у земљотресима су у опсегу од 5 до 8 км/с. Прецизна брзина варира у зависности од региона у унутрашњости Земље, од мање од 6 км/с у Земљиној кори до 13 км/с кроз језгро.

## Сеизмички таласи у Земљи
Примарни и секундарни таласи су таласи који путују у Земљу. Кретање и понашање оба П-типа и С-типа на Земљи се прати да би се испитала унутрашња структура Земље. Прекиди у брзини у функцији дубине указују на промене у фази или композицији. Разлике у временима доласка таласа пореклом су сеизмичи догађај попут земљотреса, као последица таласа узимајући различите путеве доласка ка унутрашњој структури Земље.

### П-талас (зона сенке)
Скоро све доступне информације о структури дубоке унутрашњости Земље потичу из посматрања путних времена, размишљања, преламања и фазних прелаза у сеизмичке таласе тела, или нормалним режимима. Тело таласа путује кроз слојеве течности унутрашњости Земље, али П-таласи се благо преламају кад пролазе кроз транзицију између пластичног и течног спољашњег језгра. Као резултат тога, постоји П-талас "сенка зона" између 103° и 142° из фокуса земљотреса, где почетни П-таласи нису регистровани на сеизмометру. Насупрот томе, С-таласи не путују кроз течности, уместо тога, они су ослабљени.

### Као упозорење земљотресу
Земљотрес је могуће открити без разарања примарних таласа који путују брже кроз Земљину кору него до деструктивних средњих и Рејли таласа. Износ претходног упозорења зависи од врема између доласка П-таласа и других разорних таласа, углавном око 60-90 секунди за дубоке, удаљене велике потресе, као што је био земљотрес у Токију, који се десио 2011. године. Ефикасност зависи од претходног упозорења. Систем раног упозоравања на земљотрес може да се аутоматизује да би се ступило у безбедну акцију, као што су издавање упозорења, заустављање лифта у овлашћеним спратовима или заустављање пребацивања гаса.